# John Schnatter

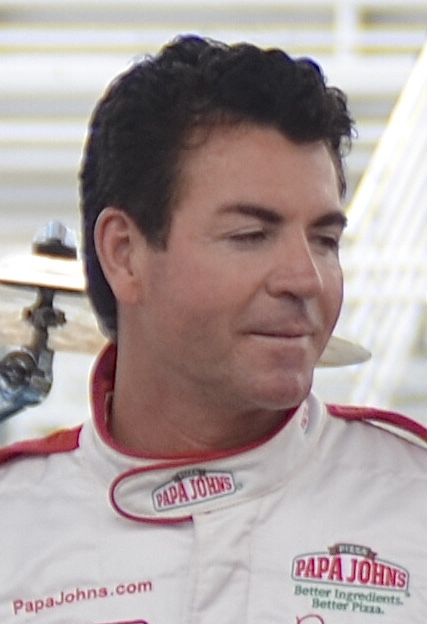
John Schnatter (2013)

John Schnatter (ur. 23 listopada 1961 w Jeffersonville) – amerykański przedsiębiorca, twórca trzeciej co do wielkości sieci pizzerii w USA, Papa John’s, i jej największy udziałowiec (29% akcji).